# NASCAR Pinty's Series
De NASCAR Pinty's Series is een stockcarkampioenschap in Canada. Het werd georganiseerd door de CASCAR tot en met 2006. De NASCAR kocht de CASCAR en ging door met het organiseren van dit kampioenschap. Voordat de NASCAR dit kampioenschap overnam heette het de CASCAR Super Series. De kampioen van dit kampioenschap mag meedoen met het Toyota All-Star Event, een race voor kampioenen uit de regionale NASCAR-kampioenschappen.
In november 2004 begon de NASCAR te praten over een eventuele overname van de CASCAR door de NASCAR. Ze sloten toen een meerjarig contract waar in stond dat de twee organisaties meer gingen samenwerken. In september 2006 was de overname een feit.

## De auto
De auto's zijn het beste te vergelijken met die uit de V8 STAR. Deze auto's hebben een buizenchassis. Het zijn silhouetteauto's. De krachtbron is een V8 naar keuze.

## Kampioenen
| Jaar                        | Coureur                     | Auto                        |
| NASCAR Canadian Tire Series | NASCAR Canadian Tire Series | NASCAR Canadian Tire Series |
| --------------------------- | --------------------------- | --------------------------- |
| 2019                        | Andrew Ranger               | Dodge Challenger            |
| 2018                        | Louis-Philippe Dumoulin     | Dodge Challenger            |
| 2017                        | Alex Labbé                  | Ford Fusion                 |
| 2016                        | Cayden Lapcevich            | Dodge Challenger            |
| 2015                        | Scott Steckly               | Dodge Challenger            |
| 2014                        | Louis-Philippe Dumoulin     | Dodge Challenger            |
| 2013                        | Scott Steckly               | Dodge Challenger            |
| 2012                        | Douglas James Kennington    | Dodge Challenger            |
| 2011                        | Scott Steckly               | Dodge Challenger            |
| 2010                        | Douglas James Kennington    | Dodge Charger               |
| 2009                        | Andrew Ranger               | Ford Fusion                 |
| 2008                        | Scott Steckly               | Dodge Charger               |
| 2007                        | Andrew Ranger               | Ford Fusion                 |
| CASCAR Super Series         |                             |                             |
| 2006                        | J.R. Fitzpatrick            | Chevrolet Monte Carlo       |
| 2005                        | Don Thomson Jr.             | Chevrolet Monte Carlo       |
| 2004                        | Don Thomson Jr.             | Chevrolet Monte Carlo       |
| 2003                        | Don Thomson Jr.             | Chevrolet Monte Carlo       |
| 2002                        | Don Thomson Jr.             | Chevrolet Monte Carlo       |
| 2001                        | Don Thomson Jr.             | Chevrolet Monte Carlo       |
| 2000                        | Peter Gibbons               | Chevrolet Monte Carlo       |
| 1999                        | Peter Gibbons               | Chevrolet Monte Carlo       |
| 1998                        | Dave Whitlock               | Chevrolet Monte Carlo       |
| 1997                        | Dave Whitlock               |                             |
| 1996                        | Dan Shirtliff               |                             |
| 1995                        | Sean Dupuis                 |                             |
| 1994                        | Mark Dilley                 |                             |
| 1993                        | Kerry Micks                 |                             |
| 1992                        | Steve Robblee               |                             |
| 1991                        | Dave Whitlock               |                             |
| 1990                        | Wayne Keeling               |                             |
| 1989                        | Steve Robblee               |                             |
| 1988                        | Andy Farr                   |                             |
| 1987                        | Barry Harmer                |                             |
| 1986                        | Ken Johnston                |                             |